# Tabu (1999)
Tabu (jap. 御法度, Gohatto) ist der letzte Spielfilm des japanischen Regisseurs Nagisa Ōshima und entstand 1999, nach einer Schaffenspause von dreizehn Jahren. Ōshima, der gerne durch Verletzung traditioneller und nationaler Mythen und Tabus provozierte, erzählt von homosexuellen Leidenschaften und Eifersüchteleien innerhalb der Shinsengumi, einer Samurai-Miliz, im feudalen Japan des Jahres 1865. Zahlreiche Schwert-Kampfkunstszenen durchziehen den Streifen. Das Werk basiert auf Kurzgeschichten aus Ryōtarō Shibas Shinsengumi Keppūroku.
In der Rezension des Spiegels hieß es, der Film sei „mit formaler Rigorosität, schön komponierten Bildern“ erzählt, hinterlasse aber den Eindruck, dass „sowohl die politisch-geschichtlichen Aspekte als auch die eigentlichen Liebesbeziehungen der Charaktere etwas zu kurz kommen.“ Ähnlich urteilte Margret Köhler in der Berliner Morgenpost, Ōshima habe ob der Bildkompositionen die Figuren vernachlässigt: „Gohatto ist kaltes Kino.“ Das Lexikon des internationalen Films schrieb: „Der bislang letzte Film des 1932 geborenen japanischen Meisterregisseurs, den er aus dem Rollstuhl heraus inszenierte, zeichnet sich durch sein getragenes Tempo, die schnörkellose Machart und den versierten Kamera-Einsatz aus, die das stille Drama zu einem Genuss werden lassen.“